# Oxifenciklimin
Az oxifenciklimin (INN: oxyphencyclimine) fehér kristályos por. Gyomorfekély, irritábilisbél-szindróma és idegi eredetű bélpanaszok kezelésére használt gyógyszer.

## Működésmód
Mindhárom típusú muszkarinos acetilkolin-receptort(en) gátolja: a központi idegrendszer M1-, a szív M2-, és a paraszimpatikus idegrendszer M3-receptorait. Gyomorfekély elleni hatását a bolygóideg gátlásával váltja ki: lazítja a gyomor simaizmait, ami a gyomorsav-kiválasztás csökkenését okozza.

## Mellékhatások, ellenjavallatok
A szer ellenjavallt zárt zugú glaukóma, székelési és vizelési nehézségek, bélhűdés miatti bélelzáródás, emésztőrendszeri atónia, fekélyes vastagbélgyulladás, mérgezéses vastagbél-tágulat esetén.
Mellékhatások: szájszárazság(en), csökkent izzadás, vizelési nehézségek, homályos látás(en), megnövekedett szemnyomás, az ízérzékelés csökkenése, idegesség, zavartság, impotencia, a tejelválasztás csökkenése, csalánkiütés, székrekedés.

## Adagolás
Felnőttek esetén napi 2–3-szor 5–10 mg.
Gyermekeknél napi 0,4 mg/tskg, két egyenlő részletben.

## Készítmények[1]
Önállóan:
- Antulcus
- Caridan
- Cycmin
- Dominil
- Naridan
- Oximin
- Setrol
- Spazamin
- Syklifen
- Ulcociclinina
- Vio-Thene
- W-T Anticholinergic
- Zamanil

Hidroklorid formában:
- Daricol
- Daricon
- Manir
- Med-Spastic
- Oxyno
- Proclimine
- Vagogastrin

Kombinációban:
- Daritran
- Enarax
- Gastrised
- Kombistrat
- Oxiglutam
- Rudd-U

Magyarországon nincs forgalomban oxifenciklimin-tartalmú készítmény.